# Кошки (фильм, 2019)
«Кошки» (англ. Cats) — англо-американский фильм-мюзикл 2019 года, снятый режиссёром Томом Хупером. Адаптация одноимённого мюзикла английского композитора Эндрю Ллойда Уэббера по мотивам сборника детских стихов Томаса Стернз Элиота «Популярная наука о кошках, написанная Старым Опоссумом». В главных ролях — Идрис Эльба, Иэн Маккеллен и Тейлор Свифт. Премьера в США состоялась 20 декабря 2019 года.

## Сюжет
Кошку Викторию выкинули из дома и она оказалась на помойке. Именно в этот вечер должен состояться грандиозный кошачий бал, на котором выберут лучшего представителя племени. Виктория знакомится с предводительницей племени Дьютерономи, старой Гризабеллой и другими завсегдатаями лондонских задворок. Претендентам предстоит поделиться историей своей жизни. Избранный вознесётся при помощи магии в кошачий рай.

## В ролях
- Идрис Эльба — Макавити
- Иэн Маккеллен — Гус, театральный кот
- Тейлор Свифт — Бомбалурина
- Ребел Уилсон — Мисс Дженни
- Джеймс Корден — Бастофер Джонс
- Джуди Денч — Старая Дьютерономи
- Дженнифер Хадсон — Гризабелла
- Роберт Фэйрчайлд — Манкустрап
- Лори Дэвидсон — Мистоффелис
- Джейсон Деруло — Рам-Там-Таггер
- Франческа Хэйворд — Виктория
- Стивен Макрей — Скимблшэнкс
- Эрик Андервуд — Адмет
- Даниэла Норман — Деметра
- Метте Тоули — Джемима
- Блу Робинсон — Алонзо
- Джай Бетоте — Корикопат
- Ларри Буржуа — Платон
- Лоран Буржуа — Сократ
- Зизи Страллен — Тантомила
- Джонадет Карпио — Силлабуб
- Мелисса Мэдден Грей — Гридлбоун
- Фрейя Роули — Джелерум
- Дэнни Коллинз — Мангожерри
- Наоим Морган — Рамплтизэр

## Производство
Анимационная экранизация, основанная на мюзикле, изначально планировалась Amblimation в 1990-х годах, но была отменена после закрытия студии. В декабре 2013 года Эндрю Ллойд Уэббер, создатель и композитор мюзикла «Кошки», сообщил, что Universal Pictures, которая много лет назад приобрела права на экранизацию, начала активно развивать проект. В мае 2016 года Том Хупер был утверждён в качестве режиссёра фильма.
В январе 2018 года Хупер и Working Title начали официальную работу над фильмом, одновременно изучая технический аспект того, будет ли фильм полностью живым, компьютерным или сочетанием этих техник, объявив, что Эндрю Ллойд Уэббер будет писать новую песню для экранизации. В июле 2018 года Дженнифер Хадсон, Тейлор Свифт, Джеймс Корден и Йен Маккеллен присоединились к актёрскому составу.
В сентябре 2018 года Стивен Спилберг был объявлен исполнительным продюсером.
Основные съёмки начались 12 декабря 2018 года и завершились 2 апреля 2019 года.

## Критика
Фильм был разгромлен критиками. На агрегаторе Rotten Tomatoes фильм имеет рейтинг 20 % на основе 294 отзывов со средней оценкой 3,73/10. На Metacritic фильм имеет средневзвешенный балл 32 из 100 на основе 51 рецензии, что указывает на «в целом негативные отзывы».
«Кошки» стал худшим фильмом в антипремии «Золотая малина 2020». В общей сложности фильм получил шесть «Малин».
Сам Уэббер тоже негативно отозвался о фильме и обвинил Тома Хупера в том, что тот не привлёк к работе никого из оригинальных постановок, как это было в экранизации 1998 года.

## Награды и номинации
| Год  | Награда                      | Категория                                               | Номинант                                                              | Результат |
| ---- | ---------------------------- | ------------------------------------------------------- | --------------------------------------------------------------------- | --------- |
| 2020 | «Золотой глобус»             | Лучшая песня                                            | Эндрю Ллойд Уэббер и Тейлор Свифт за «Beautiful Ghosts»               | Номинация |
| 2020 | Motion Picture Sound Editors | Лучший звуковой монтаж в художественном фильме — мюзикл | Джон Вархурст Нина Хартстоун Виктор Чага Сесиль Турнесак Джеймс Ширли | Номинация |
| 2020 | «Золотая малина»             | Худший фильм                                            | «Кошки»                                                               | Победа    |
| 2020 | «Золотая малина»             | Худшая актриса                                          | Франческа Хэйуорд                                                     | Номинация |
| 2020 | «Золотая малина»             | Худший актёр второго плана                              | Джеймс Корден                                                         | Победа    |
| 2020 | «Золотая малина»             | Худшая актриса второго плана                            | Джуди Денч                                                            | Номинация |
| 2020 | «Золотая малина»             | Худшая актриса второго плана                            | Ребел Уилсон                                                          | Победа    |
| 2020 | «Золотая малина»             | Худший режиссёр                                         | Том Хупер                                                             | Победа    |
| 2020 | «Золотая малина»             | Худший сценарий                                         | Ли Холл Том Хупер                                                     | Победа    |
| 2020 | «Золотая малина»             | Худшая экранная комбинация                              | Два любых полукошачьих-получеловечьих комочка шерсти                  | Победа    |
| 2020 | «Золотая малина»             | Худшая экранная комбинация                              | Джейсон Деруло и его удалённая с помощью CGI выпуклость               | Номинация |
| 2021 | Грэмми                       | Лучшая песня для визуальных медиа                       | Эндрю Ллойд Уэббер и Тейлор Свифт за «Beautiful Ghosts»               | Номинация |